# Сергєєв Микола Миколайович
Микола Миколайович Сергєєв (нар. 13 лютого 1940, місто Харків, Харківської області) — український радянський партійний діяч, секретар Київського міського комітету КПУ. Кандидат у члени ЦК КПУ в 1986—1990 р.

## Біографія
Трудову діяльність розпочав у 1959 році техніком-конструктором.
Освіта вища. Закінчив Київський політехнічний інститут.
У 1965—1967 роках — на комсомольській роботі: секретар Жовтневого районного комітету ЛКСМУ міста Києва.
Член КПРС з 1966 року.
У 1967—1973 роках — начальник відділу, начальник цеху, начальник виробництва Київського заводу «Радіоприлад». У 1973—1975 роках — секретар партійного комітету КПУ заводу «Радіоприлад» Київського виробничого об'єднання імені Корольова.
У 1975—1977 роках — 2-й секретар Жовтневого районного комітету КПУ міста Києва. У 1977 — квітні 1983 року — 1-й секретар Жовтневого районного комітету КПУ міста Києва. Закінчив заочну Вищу партійну школу при ЦК КПРС.
У квітні 1983 — 1990 року — секретар Київського міського комітету КПУ.
Потім — на пенсії у місті Києві.

## Нагороди
- ордени
- медалі